# Embalse Barahona II
El embalse Barahona II es un depósito de relaves construido en 1929 por la antecesora de CODELCO en la cuenca superior del río Barahona, afluente del río Coya, en la Región de O'Higgins.: 15 
(Existe para la minería una diferencia técnica entre embalse y tranque. El embalse tiene un muro construido con materiales del lugar, se dice que se construye con empréstitos. Un tranque tiene su muro construido con el material más grueso del relave que es separado mediante un procedimiento mecánico del más fino que es arrojado a la parte aguas arriba del muro. En el lenguaje coloquial se usan ambos términos indististamente.)

## Ubicación y descripción
El tranque tiene un muro norte (n°3) de 19 m de alto por 450 m de largo y un muro sur (n°2) de 70 m de alto por 1500 m de largo, en sus dimensiones máximas respectivamente.: 15 

## Hidrografía
El tranque o embalse fue concebido con un desagüe que mantuviese el tranque lo más seco posible.: 15 

## Historia
El embalse Barahona I se desplomó a causa del terremoto de Talca de 1928 y causó la muerte de 54 personas.: 56  El Barahona II fue construido inmediatamente aguas arriba del anterior y estuvo operando desde 1929 hasta febrero de 1936, en que se comenzó a operar con el tranque Cauquenes ubicado al sur de la ciudad de Rancagua.